# Kartiki Gonsalves
Kartiki Gonsalves (Udhagamandalam, 2 de noviembre de 1986) es una cineasta y fotógrafa india, reconocida por haber dirigido el documental ganador de un Premio Óscar, Nuestro bebé elefante.

## Biografía

### Primeros años
Gonsalves nació el 2 de noviembre de 1986 en la estación de montaña de Udhagamandalam, hija de Timothy A. Gonsalves y Priscilla Tapley Gonsalves. Estudió en el Dr G R Damodaran College of Science en Coimbatore, y se graduó en 2007 antes de continuar con sus estudios en fotografía.

### Carrera
En su carrera como cineasta y fotógrafa, Gonsalves trabajó como operadora de cámara para Discovery Channel y Animal Planet. Dirigió el documental Nuestro bebé elefante, el cual contó con la producción de Guneet Monga y fue distribuido por la plataforma Netflix. El filme, que relata la historia de un campamento de elefantes en Theppakadu, ganó en marzo de 2023 el Premio Óscar en la categoría de mejor documental corto.